# 薩摩川内市
薩摩川内市（さつませんだいし）は、鹿児島県の北西に位置する市。薩摩地方北部および甑島列島を市域とする。2004年10月12日、川内市、薩摩郡樋脇町、東郷町、入来町、祁答院町、上甑村、下甑村、鹿島村、里村の1市4町4村が合併して発足した。
鹿児島県内で最大の面積を有する市であり、北薩地区の中心都市である。九州新幹線の停車駅である川内駅が市の中心部に位置し、国道3号や鹿児島空港方面に伸びる主要道路も通り、北薩地域の交通の要所となっている。また京セラや中越パルプ工業の工場、それに川内原子力発電所などが所在し産業の中心を担っている。
一方で市の東部には2005年11月8日にラムサール条約指定湿地に指定された藺牟田池や、太宰府に左遷された菅原道真がこの地に隠棲し没したとされる菅原神社、薩摩藩島津光久が「天下の名泉」とて湯治場を建設する命令を出したことから成立した市比野温泉、そして多くの化石が発掘されたり、近世には南蛮貿易の拠点の一つとして栄えた甑島列島など、自然や歴史に恵まれた観光地としても知られる。
鹿児島市、霧島市、鹿屋市に次いで県内第四の人口を有する市である。

## 地理

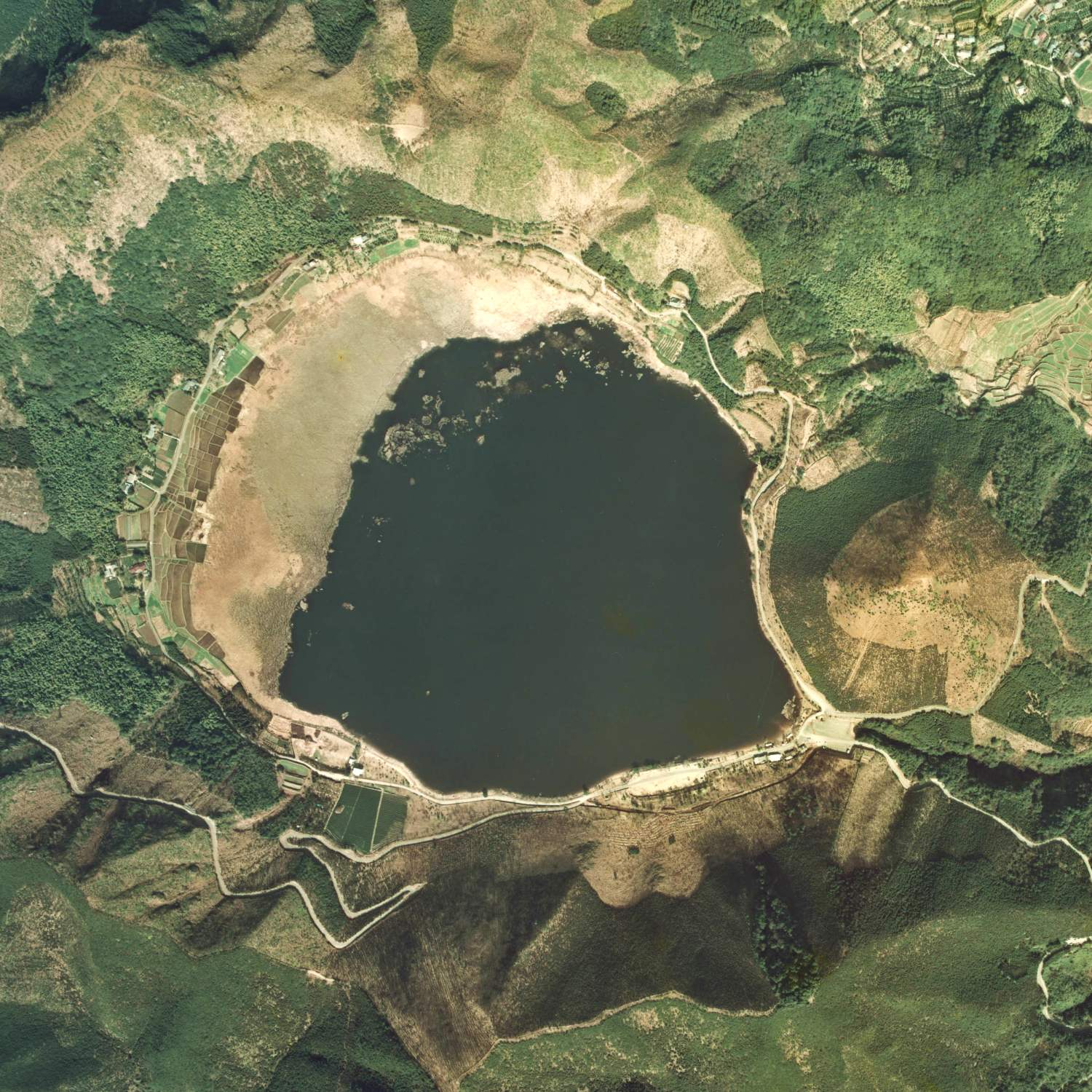
藺牟田池。

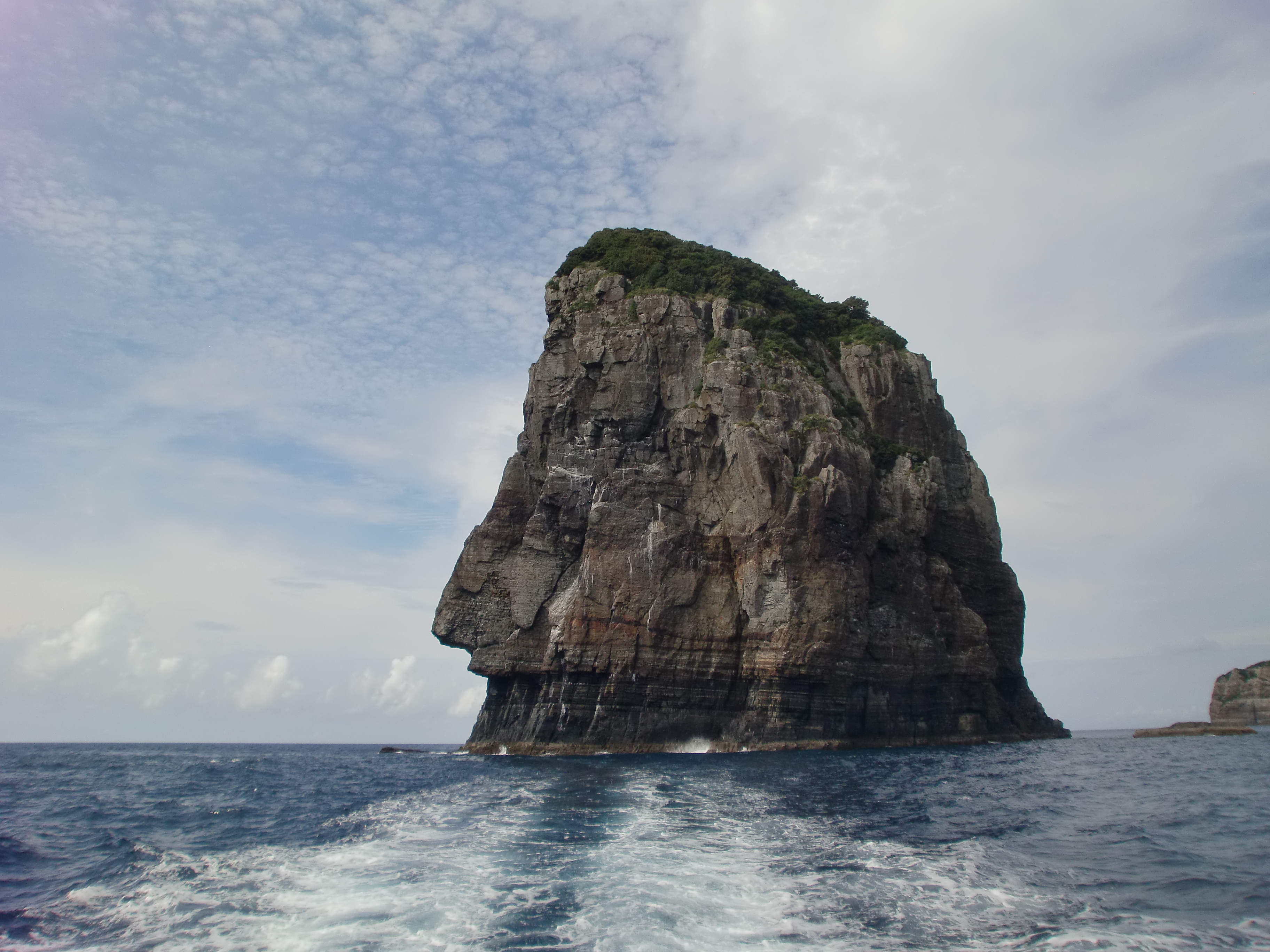
下甑島沖にあるナポレオン岩

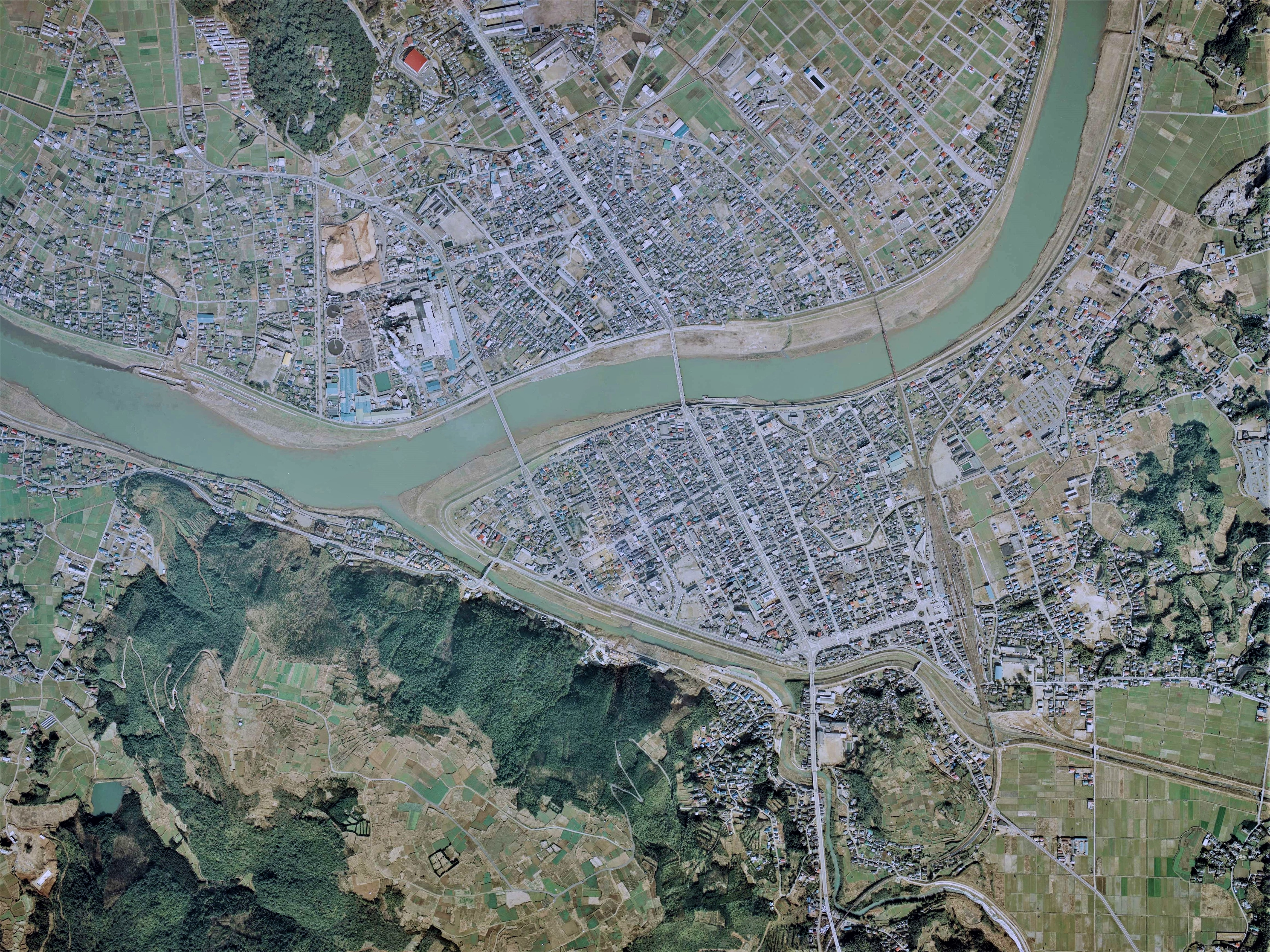
川内地区中心部周辺の空中写真。
1975年2月9日撮影の2枚を合成作成。。

九州本土側は鹿児島県のやや北西部、鹿児島市の北西約40kmの場所に広がる川内平野のほぼ全域を市域としており、市域の西側は東シナ海に面している。本市の中心市街地は本土側市域の西部にあるが、海沿いではなく海岸から10kmほど内陸に入った場所にある。本土側市域を東西に流れる川内川は、九州で2番目の流域面積を持つ一級河川である。市域東部には2005年11月8日にラムサール条約に登録された藺牟田池がある。
本土から西側約40kmの東シナ海上に浮かぶ甑島列島も、全域が薩摩川内市の市域に含まれる。甑島は甑島国定公園として登録された。正しい読み方は「こしきじま」から「こしきしま」へと変更された。しかし、地元住民からは｢こしきじま｣という読み方のままで呼ばれている。
薩摩川内市の陸の玄関でもある川内駅周辺は九州新幹線開通の影響もあり、高層マンション建築や全国チェーンの出店が相次いでいる。

### 気候
| 川内（1991年 - 2020年）の気候      | 川内（1991年 - 2020年）の気候 | 川内（1991年 - 2020年）の気候 | 川内（1991年 - 2020年）の気候 | 川内（1991年 - 2020年）の気候 | 川内（1991年 - 2020年）の気候 | 川内（1991年 - 2020年）の気候 | 川内（1991年 - 2020年）の気候 | 川内（1991年 - 2020年）の気候 | 川内（1991年 - 2020年）の気候 | 川内（1991年 - 2020年）の気候 | 川内（1991年 - 2020年）の気候 | 川内（1991年 - 2020年）の気候 | 川内（1991年 - 2020年）の気候 |
| 月                                 | 1月                           | 2月                           | 3月                           | 4月                           | 5月                           | 6月                           | 7月                           | 8月                           | 9月                           | 10月                          | 11月                          | 12月                          | 年                            |
| ---------------------------------- | ----------------------------- | ----------------------------- | ----------------------------- | ----------------------------- | ----------------------------- | ----------------------------- | ----------------------------- | ----------------------------- | ----------------------------- | ----------------------------- | ----------------------------- | ----------------------------- | ----------------------------- |
| 最高気温記録 °C （°F）             | 22.1 (71.8)                   | 24.6 (76.3)                   | 25.8 (78.4)                   | 29.1 (84.4)                   | 31.9 (89.4)                   | 34.1 (93.4)                   | 36.2 (97.2)                   | 37.3 (99.1)                   | 35.4 (95.7)                   | 32.9 (91.2)                   | 28.0 (82.4)                   | 24.5 (76.1)                   | 37.3 (99.1)                   |
| 平均最高気温 °C （°F）             | 11.8 (53.2)                   | 13.3 (55.9)                   | 16.5 (61.7)                   | 21.0 (69.8)                   | 25.0 (77)                     | 27.3 (81.1)                   | 31.3 (88.3)                   | 32.5 (90.5)                   | 29.9 (85.8)                   | 25.3 (77.5)                   | 19.8 (67.6)                   | 14.2 (57.6)                   | 22.3 (72.1)                   |
| 日平均気温 °C （°F）               | 6.6 (43.9)                    | 7.9 (46.2)                    | 11.0 (51.8)                   | 15.5 (59.9)                   | 19.6 (67.3)                   | 23.1 (73.6)                   | 27.0 (80.6)                   | 27.6 (81.7)                   | 24.7 (76.5)                   | 19.3 (66.7)                   | 13.8 (56.8)                   | 8.6 (47.5)                    | 17.1 (62.8)                   |
| 平均最低気温 °C （°F）             | 2.0 (35.6)                    | 2.8 (37)                      | 5.8 (42.4)                    | 10.2 (50.4)                   | 14.8 (58.6)                   | 19.6 (67.3)                   | 23.6 (74.5)                   | 24.0 (75.2)                   | 20.7 (69.3)                   | 14.6 (58.3)                   | 8.8 (47.8)                    | 3.8 (38.8)                    | 12.6 (54.7)                   |
| 最低気温記録 °C （°F）             | −6.6 (20.1)                   | −7.5 (18.5)                   | −4.0 (24.8)                   | −1.7 (28.9)                   | 5.4 (41.7)                    | 10.6 (51.1)                   | 16.8 (62.2)                   | 17.1 (62.8)                   | 8.8 (47.8)                    | 2.7 (36.9)                    | −1.3 (29.7)                   | −4.9 (23.2)                   | −7.5 (18.5)                   |
| 降水量 mm （inch）                 | 85.0 (3.346)                  | 114.0 (4.488)                 | 156.5 (6.161)                 | 179.2 (7.055)                 | 208.6 (8.213)                 | 506.5 (19.941)                | 334.0 (13.15)                 | 239.5 (9.429)                 | 231.4 (9.11)                  | 95.2 (3.748)                  | 110.7 (4.358)                 | 105.3 (4.146)                 | 2,368.8 (93.26)               |
| 平均降水日数 （≥1.0 mm）           | 10.4                          | 10.3                          | 12.6                          | 10.6                          | 9.8                           | 15.6                          | 11.9                          | 11.4                          | 10.4                          | 7.6                           | 9.2                           | 10.4                          | 129.5                         |
| 平均月間日照時間                   | 111.3                         | 125.8                         | 159.1                         | 177.5                         | 177.8                         | 107.5                         | 173.2                         | 202.9                         | 172.8                         | 182.0                         | 147.6                         | 120.8                         | 1,858.2                       |
| 出典1：Japan Meteorological Agency |                               |                               |                               |                               |                               |                               |                               |                               |                               |                               |                               |                               |                               |
| 出典2：気象庁                      |                               |                               |                               |                               |                               |                               |                               |                               |                               |                               |                               |                               |                               |

### 隣接している自治体
- 鹿児島市
- 霧島市
- 出水市
- 日置市
- いちき串木野市
- 阿久根市
- 姶良市
- 薩摩郡さつま町

### 人口
| |                                            |  |
| 薩摩川内市と全国の年齢別人口分布（2005年） | 薩摩川内市の年齢・男女別人口分布（2005年） |  |
| ■紫色 ― 薩摩川内市 ■緑色 ― 日本全国 | ■青色 ― 男性 ■赤色 ― 女性                  |  |
| 薩摩川内市（に相当する地域）の人口の推移 \| 1970年（昭和45年） \| 104,295人 \| \| \| 1975年（昭和50年） \| 99,151人 \| \| \| 1980年（昭和55年） \| 102,143人 \| \| \| 1985年（昭和60年） \| 108,105人 \| \| \| 1990年（平成2年） \| 106,432人 \| \| \| 1995年（平成7年） \| 106,737人 \| \| \| 2000年（平成12年） \| 105,464人 \| \| \| 2005年（平成17年） \| 102,370人 \| \| \| 2010年（平成22年） \| 99,589人 \| \| \| 2015年（平成27年） \| 96,076人 \| \| \| 2020年（令和2年） \| 92,403人 \| \| |                                            |  |
| 総務省統計局 国勢調査より |                                            |  |
| 1970年（昭和45年） | 104,295人                                  |  |
| 1975年（昭和50年） | 99,151人                                   |  |
| 1980年（昭和55年） | 102,143人                                  |  |
| 1985年（昭和60年） | 108,105人                                  |  |
| 1990年（平成2年） | 106,432人                                  |  |
| 1995年（平成7年） | 106,737人                                  |  |
| 2000年（平成12年） | 105,464人                                  |  |
| 2005年（平成17年） | 102,370人                                  |  |
| 2010年（平成22年） | 99,589人                                   |  |
| 2015年（平成27年） | 96,076人                                   |  |
| 2020年（令和2年） | 92,403人                                   |  |

### 町名・大字
町名・大字は薩摩川内市発足の際、本土側の樋脇町、入来町、東郷町、祁答院町に含まれていた地域の大字名は従来の大字名に旧自治体名を冠して大字を抜いたものとなり（例：樋脇町大字市比野→樋脇町市比野）、甑島列島にあった鹿島村、上甑村、下甑村、里村にあたる地域の大字名は従来の大字名に旧自治体名の村を町に置き換えたものを冠している（例：上甑村大字中甑→上甑町中甑）。また、旧川内市にあたる地域の町名及び大字名は従来のままとなっている。

## 歴史
古代は薩摩国分寺が置かれるなど県内でも早期から中央政権の影響下にあった地域である。江戸時代には島津氏（薩摩藩）の支配下となった。

### 近現代
- 1889年（明治22年）4月1日 町村制施行により、現在の市域にあたる以下の町村が発足。当初は（甑島列島・東郷を除き）薩摩藩の行政区域「郷（外城）」を継承していた。
  - 薩摩郡隈之城村、高江村、永利村、平佐村、上東郷村、下東郷村、樋脇村、入来村
  - 高城郡高城村、水引村（後に東水引村と西水引村へ分割）
  - 南伊佐郡大村、黒木村、藺牟田村
  - 甑島郡上甑村、下甑村
- 1891年（明治24年）【分立】上甑村→里村
- 1896年（明治29年）3月29日 郡制施行により高城郡・南伊佐郡・甑島郡を薩摩郡に編入。
- 1929年（昭和4年）5月20日 【新設合併・町制施行】隈之城村、平佐村、東水引村→川内町
- 1933年（昭和8年）7月1日 【改称】西水引村→水引村
- 1940年（昭和15年）2月11日 【市制施行】川内町→川内市
  - この日は皇紀2600年の紀元節だった。
- 1940年（昭和15年）11月10日 【町制施行】樋脇村→樋脇町
- 1948年（昭和23年）10月1日 【町制施行】入来村→入来町
- 1949年（昭和24年）2月1日 【分立】大村→中津川村（薩摩町を経てさつま町の一部）
- 1949年（昭和24年）
  - 4月1日 【分立】下甑村→鹿島村
  - 6月1日 市内に昭和天皇が行幸（昭和天皇の戦後巡幸）。川内高校などを訪問[3]。
- 1951年（昭和26年）4月1日 【編入】水引村→川内市
- 1952年（昭和27年）12月1日 【町制施行・改称】上東郷村→東郷町
- 1955年（昭和30年）4月1日 【新設合併・町制施行】大村、黒木村、藺牟田村→祁答院町
- 1956年（昭和31年）9月30日 【編入】永利村、高江村→川内市
- 1957年（昭和32年）4月1日 【分割編入】下東郷村→川内市、高城村、東郷町
- 1960年（昭和35年）1月1日 【町制施行】高城村→高城町
- 1965年（昭和40年）4月15日 【編入】高城町→川内市
- 2004年（平成16年）10月12日 【新設合併・市制施行】川内市、樋脇町、入来町、東郷町、祁答院町、里村、上甑村、下甑村、鹿島村→薩摩川内市

### 薩摩川内市名称決定までの経緯とその後
平成の大合併が全国で進展するなか、鹿児島県北西部でも市町村合併に向けた動きが本格化した。当初、2市4町4村（川内市、串木野市および薩摩郡の樋脇町、入来町、東郷町、祁答院町、里村、上甑村、下甑村、鹿島村）による合併が目指され、2002年10月これら市町村の加盟による川西薩地区任意合併協議会が設置された。同協議会で合併に向けた話合いが進められた結果、下甑村を除く2市4町3村が合併実現の協議を本格化することに合意し、2002年12月25日、川西薩地区法定合併協議会が設置された。同協議会では引き続き、合併協定項目・合併の期日・合併の方式・新市の事務所の位置・新市の名称など重要案件が審議された。
このうち、新市の名称については合併予定市町村の住民から公募を行ったが、この際、各自治体の対立を防ぐため旧市町村名は使用しないものとされていた。2市4町3村のうち川内市が半数の人口を擁しており、川内市の名称を使用することが順当であるように考えられた。しかし合計9つもの多数の自治体の合併でもあり、川内市が名称にこだわりすぎれば他の自治体、特に川内に次ぐ人口を擁する串木野市の合併への意欲を削ぎかねないと懸念されたことと、合併を機に宮城県仙台市との混同を防ぐという観点から採用には至らなかった。
川内市は人口10万人の達成を長らく目標に掲げてきたが、鹿児島市への一極集中が顕著な鹿児島県でその実現ははなはだ困難だった。県第二の都市の地位をめぐる鹿屋市との競争でも後塵を拝していた。このため、川内市当局では今回の合併を機に人口の大幅増を達成することが大きな目標であり、人口約3万人の串木野市（現：いちき串木野市）の動向は、市当局にとって極めて重要だった。
川内市当局のこうした思いとは裏腹に、串木野市では川西薩地区での合併が実現すれば旧川内市地域の影響が強くなり、旧串木野市の独自性を保持しつづけることができないのではないかという懸念とともに合併に懐疑的な声が起こりつつあった。こうした声を背景に2003年串木野市長選で当選した田畑誠一市長は、川内市に対抗し串木野市の独自性を確保するため、川西薩地区での合併に強く反対し合併推進派の議会と対立した。そして、2003年4月には田畑市長は川西薩地区法定合併協議会からの離脱を通告したが議会側はこれを承知せず、離脱の是非をめぐって串木野市内では市政の混乱が生じた。
串木野市の動向が不透明な状態が続くなかで、他の自治体は当初静観の構えだったが、結局串木野市の離脱を前提に新法定協議会を設置することを決定し、2003年7月、川薩地区法定協議会設置の運びとなった。新協議会設置の背景には、先に合併協議から離脱した下甑村が再度合併協議への加盟を申請していた事情もあった。
その結果、新市の名称についても「川内」の名称を使用することを前提に旧市町村名の使用に関する制限が緩和され、名称の一部であるならば旧市町村名を加えることも可能となった。こうして新市の名称は薩摩川内市と決定された。
なお、薩摩川内市の「薩」の字体については「産」の上部が「立」の「」で『官報』に告示されており、これを用いるのが公式である。

## 市政

### 市長
- 田中良二（2020年11月7日就任、2期目）

| 代   | 氏名     | 就任日        | 退任日        | 備考                        |
| ---- | -------- | ------------- | ------------- | --------------------------- |
| 初代 | 森卓朗   | 2004年11月7日 | 2008年11月6日 | 旧川内市長（1996年-2004年） |
| 2代  | 岩切秀雄 | 2008年11月7日 | 2020年11月6日 |                             |
| 3代  | 田中良二 | 2020年11月7日 | 現職          |                             |

### 市の行政機関
薩摩川内市に設置されている2023年（令和5年）時点の本庁舎・支所等は以下のとおりである。
| 庁舎                             | 画像 | 所在地                 | 備考             |
| -------------------------------- | ---- | ---------------------- | ---------------- |
| 薩摩川内市役所（本庁舎）         |      | 神田町3番22号          | 旧・川内市役所   |
| 樋脇支所                         |      | 樋脇町塔之原1173番地   | 旧・樋脇町役場   |
| 入来支所                         |      | 入来町浦之名33番地     | 旧・入来町役場   |
| 東郷支所                         |      | 東郷町斧渕362番地      | 旧・東郷町役場   |
| 祁答院支所                       |      | 祁答院町下手67番地     | 旧・祁答院町役場 |
| 甑島振興局                       |      | 上甑町中甑481番地1     | 旧・上甑村役場   |
| 甑島振興局下甑支所               |      | 下甑町手打819番地      | 旧・下甑村役場   |
| 甑島振興局里市民サービスセンター |      | 里町里1922番地         | 旧・里村役場     |
| 甑島振興局鹿島サービスセンター   |      | 鹿島町藺牟田1457番地10 | 旧・鹿島村役場   |

### 消防
- 薩摩川内市消防局
中央消防署
南分署
上甑分駐所
下甑分駐所
西部消防署
東部消防署
祁答院分署

### 水道局
- 薩摩川内市水道局
樋脇水道
入来上下水道
東郷水道
祁答院上下水道

### 教育委員会
- 薩摩川内市教育委員会
教育部
樋脇教育支所
入来教育支所
東郷教育支所
祁答院教育支所
里教育支所
上甑教育支所
鹿島教育支所
下甑教育支所
教育機関

### その他
- 薩摩川内市議会事務局
- 薩摩川内市監査委員
- 薩摩川内市選挙管理委員会
- 薩摩川内市農業委員会

### 市議会
2004年11月07日に執行された選挙では旧市町村ごとの選挙区と定数（川内25、樋脇4、入来3、東郷3、祁答院3、里1、上甑2、下甑2、鹿島1）が設定された。2008年10月19日に執行された選挙から、旧市町村ごとの選挙区が廃止され、定数は26人となった。
- 議長 - 大田黒博[13]
- 議会運営委員会 9人（委員長：森満晃）[14]

#### 常任委員会
- 総務文教委員会 7人（副委員長：山中真由美）[15]
- 生活福祉委員会 9人（委員長：阿久根憲造）
- 産業建設委員会 8人（委員長：宮里兼実）

#### 特別委員会
- 川内原子力発電所対策調査特別委員会 9人（委員長：成川幸太郎）[16]
- 議員定数等調査特別委員会 9人（委員長：阿久根憲造）

## 公共機関

### 国の行政機関
- 財務省：熊本国税局 川内税務署
- 法務省：鹿児島地方法務局 川内支局
- 検察庁： 鹿児島地方検察庁川内支部
- 検察庁：川内区検察庁
- 国土交通省：九州地方整備局 川内川河川事務所
- 厚生労働省：鹿児島労働局 川内労働基準監督署
- 厚生労働省：鹿児島労働局 川内公共職業安定所
- 防衛省：陸上自衛隊 川内駐屯地 第8施設大隊
- 防衛省：航空自衛隊 下甑島分屯基地 第9警戒群
- 防衛省：自衛隊鹿児島地方協力本部 薩摩川内出張所

### 特殊法人
- 日本年金機構：九州ブロック本部鹿児島事務センター 川内年金事務所

（旧名称：社会保険庁：鹿児島社会保険事務局 川内社会保険事務所）

### 県の行政機関
- 鹿児島県警察：薩摩川内警察署（旧名称：川内警察署）
- 鹿児島県：北薩地域振興局
- 鹿児島県：川薩保健所

### 司法機関
- 鹿児島地方裁判所川内支部
- 鹿児島家庭裁判所川内支部
- 川内簡易裁判所
- 甑島簡易裁判所

## 姉妹都市・友好都市

### 海外
- 常熟市（中華人民共和国 江蘇省蘇州市）
  - 1991年7月26日 川内市（当時）と常熟市の間で友好都市締結[17]
  - 2005年4月15日 薩摩川内市と常熟市の間で友好都市再締結[17]
- 嘉定区馬陸鎮（中華人民共和国 上海市）
  - 1995年8月20日 入来町（当時）と上海市嘉定区ジンハン鎮（当時）の間で友好交流協議締結
  - 2002年8月19日 入来町（当時）と上海市嘉定区馬陸鎮の間で友好交流協議再締結
  - 2005年4月14日 薩摩川内市と上海市嘉定区馬陸鎮の間で友好交流協議再締結
- 昌寧郡（大韓民国慶尚南道）
  - 2012年5月16日 薩摩川内市と昌寧郡の間で友好都市締結[18]

### 国内
- 東郷町（愛知県愛知郡）
  - かつて旧東郷町が参加していた「全国東郷会」を結成していた。

## 教育

### 大学
- 鹿児島純心大学（旧：鹿児島純心女子大学）

### 公立高等学校

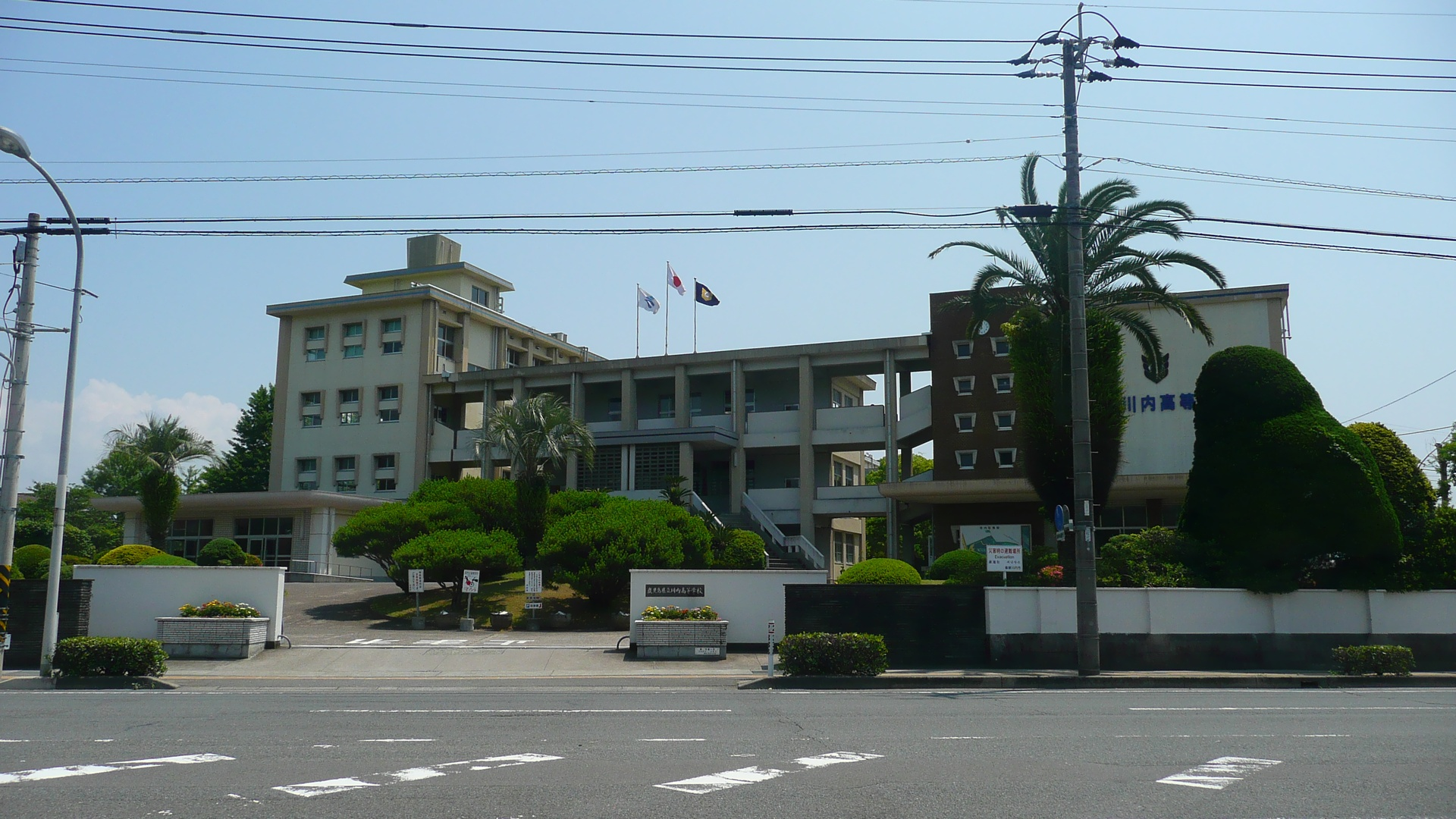
川内高校

- 鹿児島県立川内高等学校
- 鹿児島県立川内商工高等学校
- 鹿児島県立川薩清修館高等学校

### 私立高等学校・中学校
- れいめい高等学校・中学校

### 公立義務教育学校
- 薩摩川内市立東郷学園義務教育学校

### 公立中学校
- 薩摩川内市立川内北中学校
- 薩摩川内市立川内中央中学校
- 薩摩川内市立川内南中学校
- 薩摩川内市立水引中学校
- 薩摩川内市立平成中学校
- 薩摩川内市立樋脇中学校
- 薩摩川内市立入来中学校

- 薩摩川内市立祁答院中学校
- 薩摩川内市立里中学校
- 薩摩川内市立上甑中学校
- 薩摩川内市立鹿島中学校
- 薩摩川内市立海陽中学校
- 薩摩川内市立海星中学校

### 公立小学校
- 薩摩川内市立亀山小学校（）
- 薩摩川内市立可愛小学校（）
- 薩摩川内市立川内小学校
- 薩摩川内市立隈之城小学校()
- 薩摩川内市立平佐西小学校（）
- 薩摩川内市立平佐東小学校
- 薩摩川内市立水引小学校
- 薩摩川内市立永利小学校（）
- 薩摩川内市立峰山小学校（）

- 薩摩川内市立八幡小学校（）
- 薩摩川内市立育英小学校（）
- 薩摩川内市立高来小学校
- 薩摩川内市立城上小学校（）
- 薩摩川内市立樋脇小学校（）
- 薩摩川内市立市比野小学校
- 薩摩川内市立入来小学校（）
- 薩摩川内市立副田小学校（）
- 薩摩川内市立黒木小学校

- 薩摩川内市立大軣小学校
- 薩摩川内市立上手小学校
- 薩摩川内市立藺牟田小学校
- 薩摩川内市立里小学校
- 薩摩川内市立中津小学校（）
- 薩摩川内市立鹿島小学校
- 薩摩川内市立手打小学校
- 薩摩川内市立長浜小学校

### 専修学校
- 川内市医師会立川内看護専門学校

### 学校教育以外の施設
- 九州職業能力開発大学校附属川内職業能力開発短期大学校（愛称「ポリテクカレッジ川内」）
- 鹿児島障害者職業能力開発校 （国立県営）

## 交通

### 鉄道
- 九州旅客鉄道（JR九州）
  - 九州新幹線
    - 川内駅

  - 鹿児島本線
    - 川内駅 - 隈之城駅 - 木場茶屋駅
- 肥薩おれんじ鉄道
  - 肥薩おれんじ鉄道線

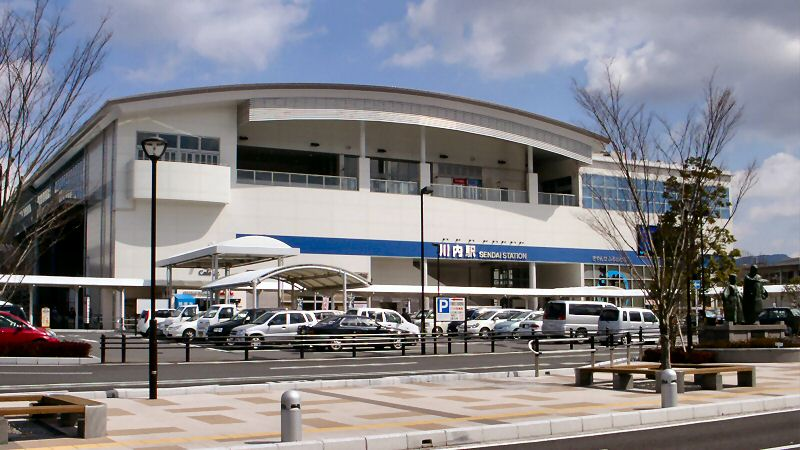
中心駅となる川内駅。鹿児島中央駅までは九州新幹線経由で12分ほどで到着する。

    - 西方駅 - 薩摩高城駅 - 草道駅 - 上川内駅 - 川内駅
- 中心となる駅：川内駅

### 道路

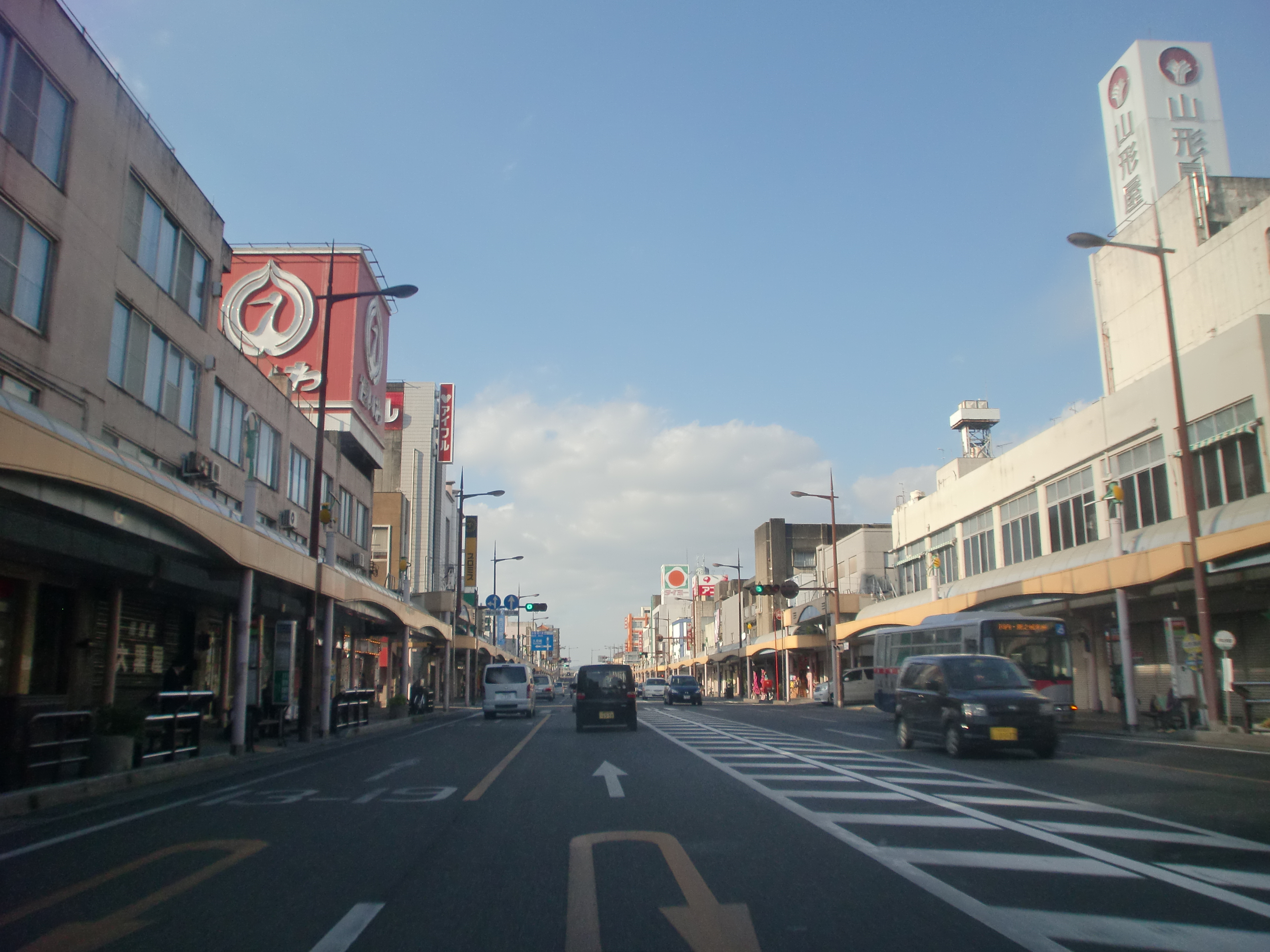
市街地の中心を通る国道3号

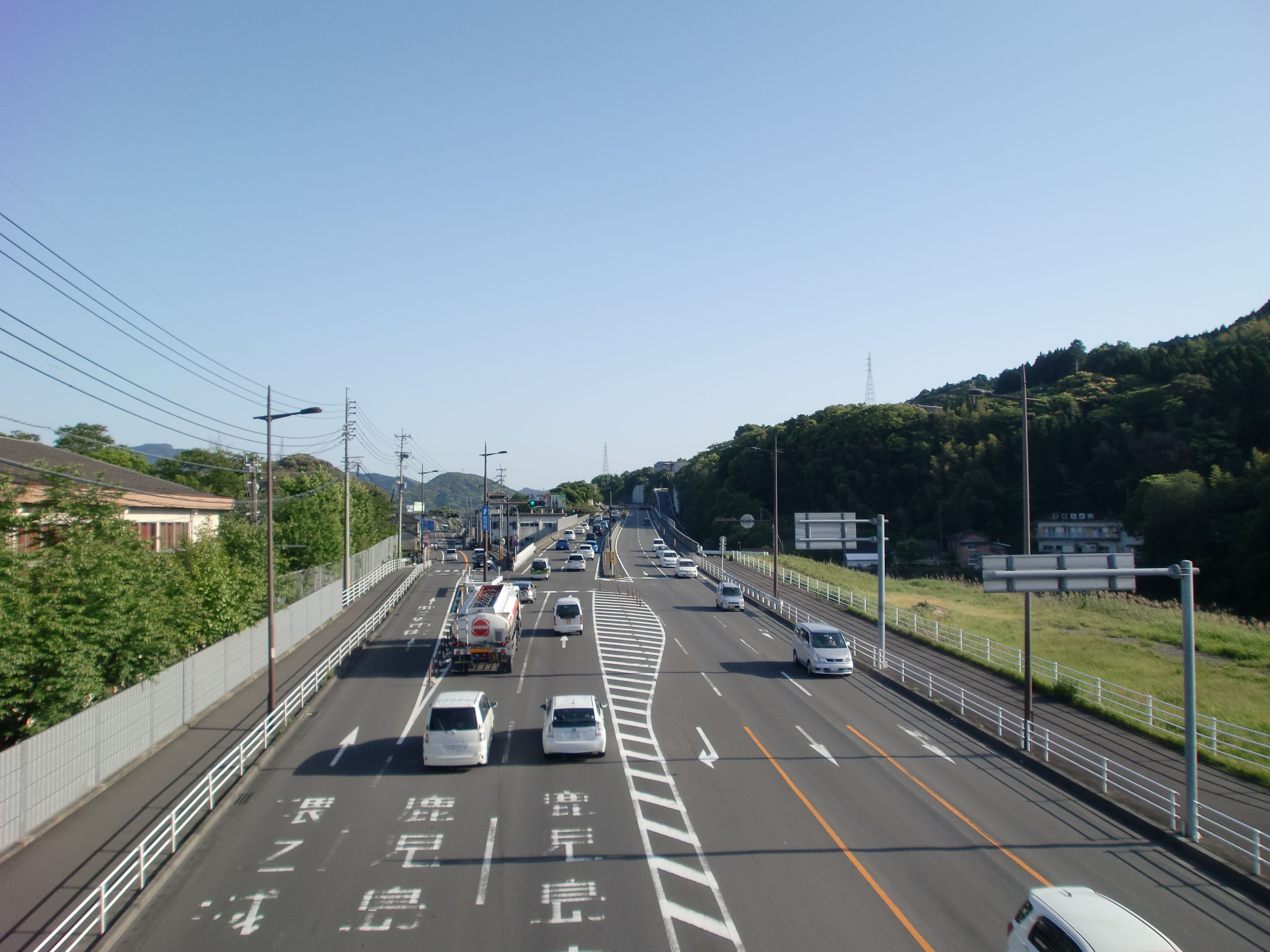
国道3号隈之城バイパスを鹿児島市方面に望む

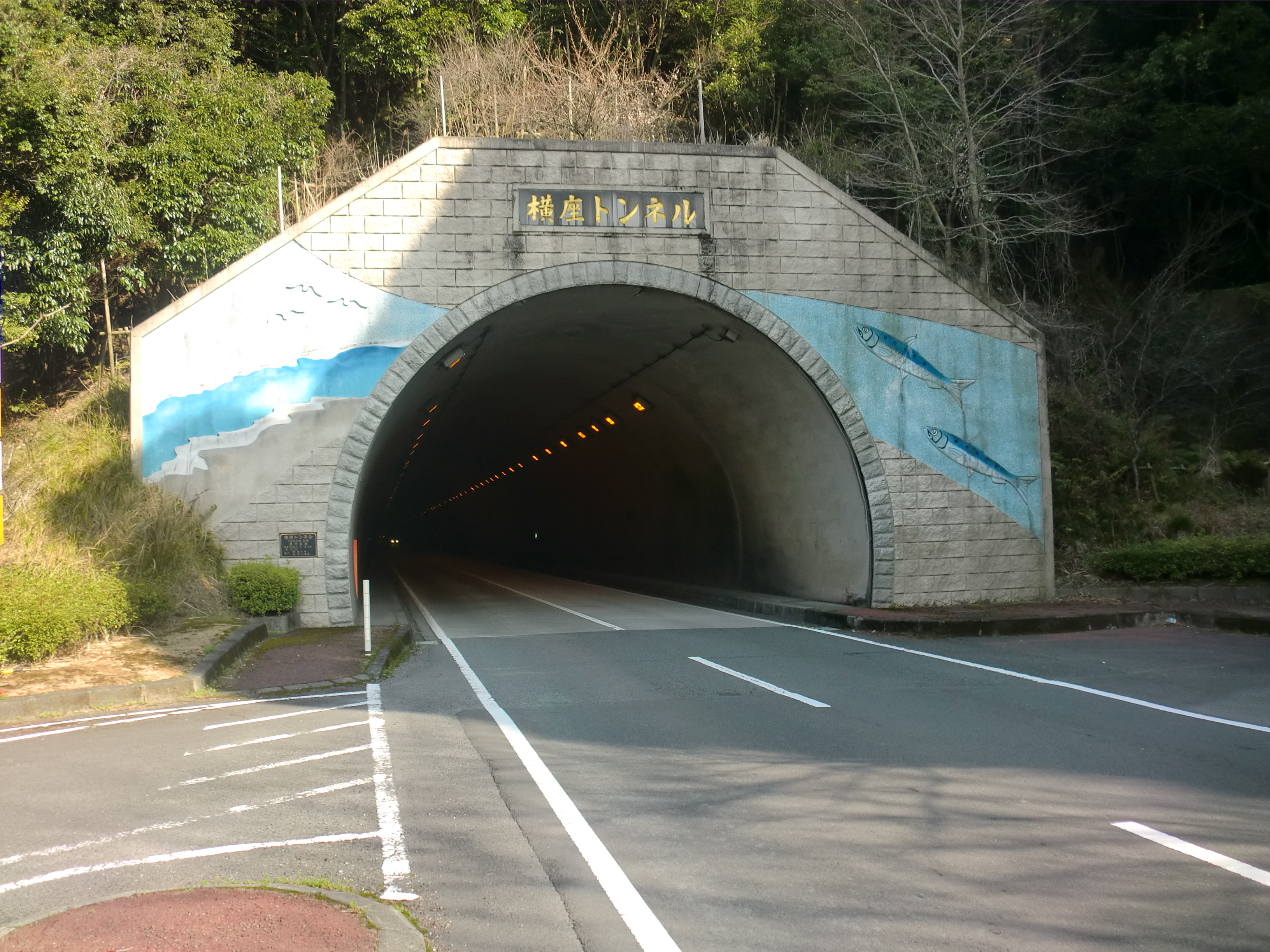
阿久根市と薩摩川内市を結ぶ横座トンネル（県道46号阿久根東郷線）

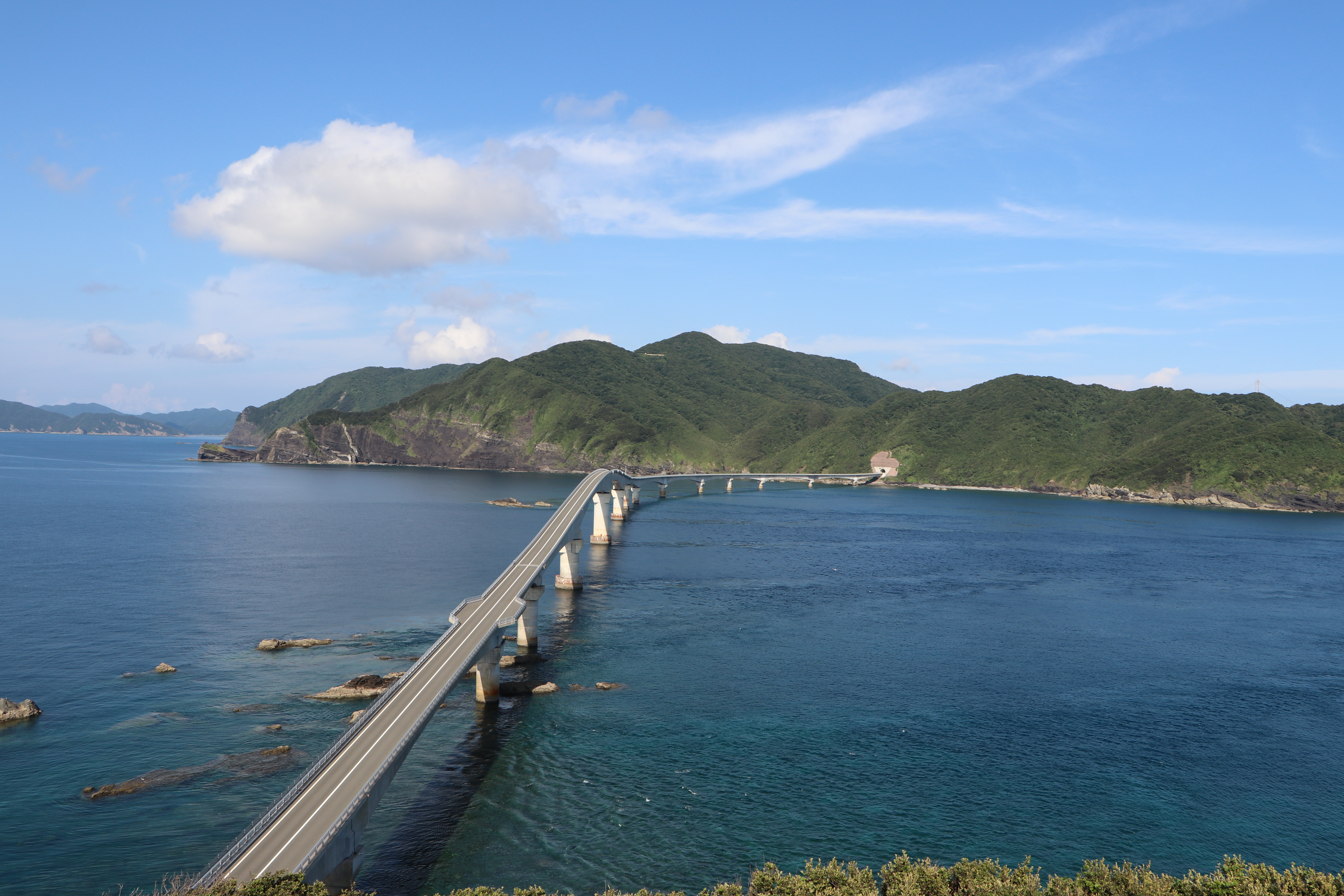
甑島列島の中甑島と下甑島を結ぶ甑大橋（県道351号鹿島上甑線）

#### 高速道路
- E3A 南九州西回り自動車道（南九州自動車道）
  - 薩摩川内水引インターチェンジ - 薩摩川内高江インターチェンジ - 薩摩川内都インターチェンジ
薩摩川内水引IC以北は阿久根ICまでの区間が阿久根川内道路として事業中であり、薩摩川内市内には、湯田町に湯田西方ICが設置される予定である。

#### 一般国道
- 国道3号
  - 隈之城バイパス
- 国道267号
- 国道328号
- 国道504号

#### 県道
主要地方道
- 鹿児島県道36号川内郡山線
- 鹿児島県道39号串木野樋脇線
- 鹿児島県道42号川内加治木線
- 鹿児島県道43号川内串木野線
- 鹿児島県道46号阿久根東郷線
- 鹿児島県道51号宮之城加治木線

一般県道
- 鹿児島県道313号荒川川内線
- 鹿児島県道320号百次木場茶屋線
- 鹿児島県道332号川内停車場線
- 鹿児島県道333号川内祁答院線
- 鹿児島県道335号市比野東郷線
- 鹿児島県道336号山田隈之城線
- 鹿児島県道338号京泊草道線
- 鹿児島県道339号東郷西方港線
- 鹿児島県道340号湯之元佐目野線
- 鹿児島県道341号吉川川内線
- 鹿児島県道342号上川内停車場線
- 鹿児島県道344号東郷山田宮之城線
- 鹿児島県道345号下東郷阿久根線
- 鹿児島県道346号山田入来線
- 鹿児島県道348号桑之浦里港線
- 鹿児島県道349号手打藺牟田港線
- 鹿児島県道350号長浜手打港線
- 鹿児島県道351号鹿島上甑線
- 鹿児島県道352号瀬上里線
- 鹿児島県道391号下手山田帖佐線
- 鹿児島県道394号山崎川内線
- 鹿児島県道395号山之口真黒線
- 鹿児島県道396号薩摩祁答院線
- 鹿児島県道403号黒木新地線
- 鹿児島県道405号久冨木藺牟田線
- 鹿児島県道406号宮之城祁答院線
- 鹿児島県道462号堂山宮之城線

#### 道の駅

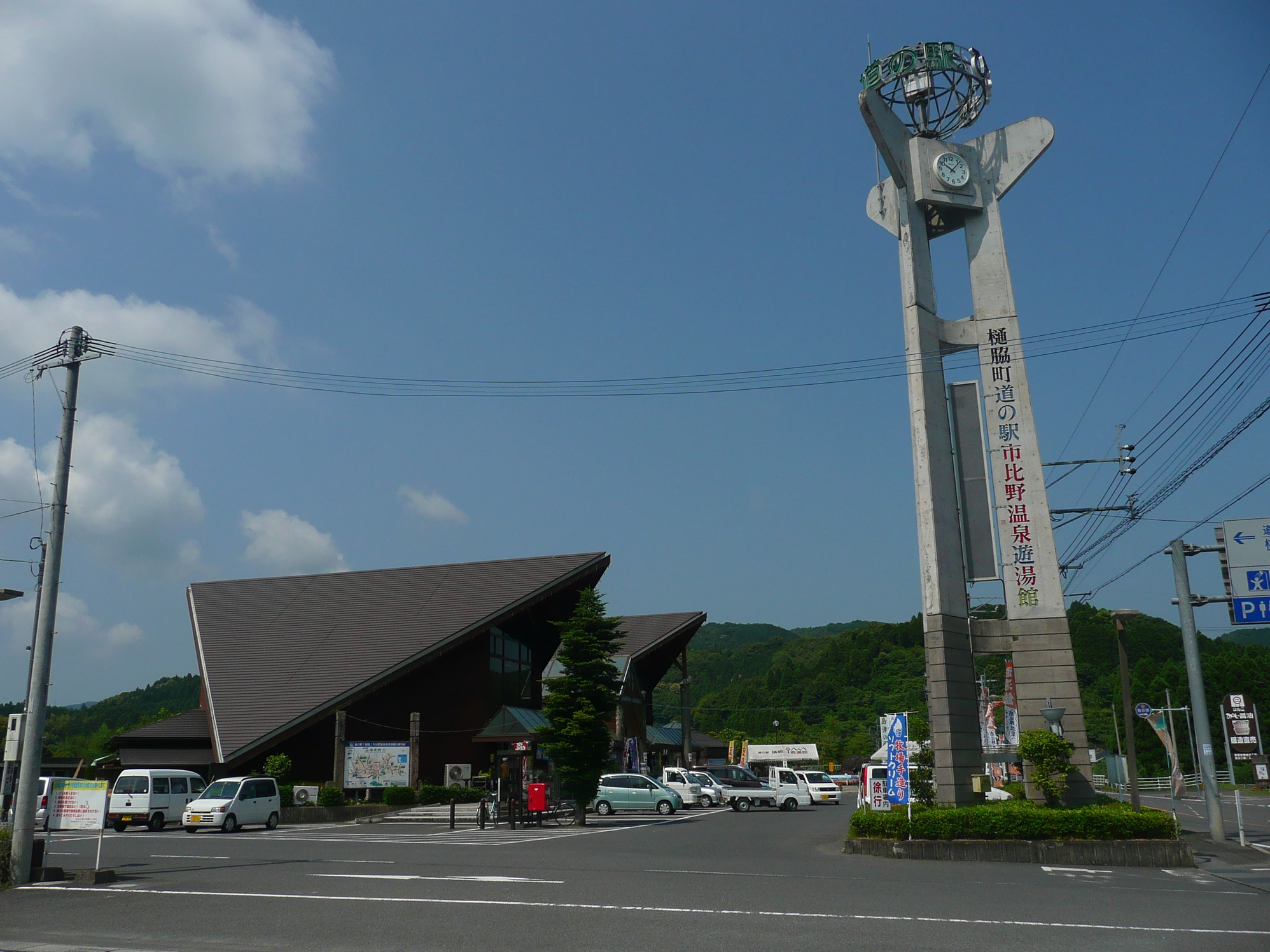
道の駅樋脇

### バス

#### 一般路線バス
- 南国交通（旧川内市域・東郷町・樋脇町・入来町・祁答院町）
  - 川内営業所
- 鹿児島交通（上川内以南・東郷町・樋脇町・入来町）
  - 川内営業所
- JR九州バス北薩線（入来町）

#### 鹿児島空港連絡バス
- 川内京セラ第二工場～川内駅～ねれ北～市比野温泉～入来中学校～藺牟田温泉～鹿児島空港
  - ※京セラ第二工場前～ねれ北の間は、空港行は途中下車不可、川内行は途中乗車不可
  - 運行は南国交通と鹿児島交通が交互に行う。

#### コミュニティバス
- 薩摩川内市コミュニティバス（くるくるバス「市街地循環線」＝南国交通/鹿児島交通委託）

（くるくるバス「南部循環線(青山・勝目コース/天辰・永利コース)/湯田・西方循環線/城上・吉川循環線/高江・土川線」/川内港シャトルバス/串木野新港線/祁答院バス＝南国交通委託）
- 薩摩川内市甑島コミュニティバス（甑島列島各島内＝南国交通委託）

### 乗合タクシー
- 祁答院タクシー（祁答院町）
- 入来タクシー（入来町）
- 市比野タクシー（樋脇町）
- 川内観光交通（東郷町）＝デマント交通「ゆったり号」
- 市比野タクシー（樋脇町）＝デマンド交通「ゆうゆう号」[19]

### 航路
- フェリーニューこしき（甑島商船）
  - 串木野新港 - 里港 - 長浜港
- 高速船甑島（甑島商船）
  - 川内港 - 里港 - 長浜港

## 経済

### 商工会議所・商工会
- 川内商工会議所（高城地区を除く旧川内市）
- 薩摩川内市商工会（旧川内市高城地区、樋脇町、入来町、東郷町、祁答院町、里町、上甑町、下甑町）
- 鹿島村商工会

### 薩摩川内市に本社または事業所を置く主要企業
- 京セラ
- 中越パルプ工業
- アサダメッシュ
- 九州電力
  - 川内発電所（2022年4月1日廃止[20]）
  - 川内原子力発電所
  - 甑島風力発電所
  - 甑島第一発電所
- 大和
- 田苑酒造
- 山元酒造
- 九州旅客鉄道川内新幹線車両センター
- 南日本ガス

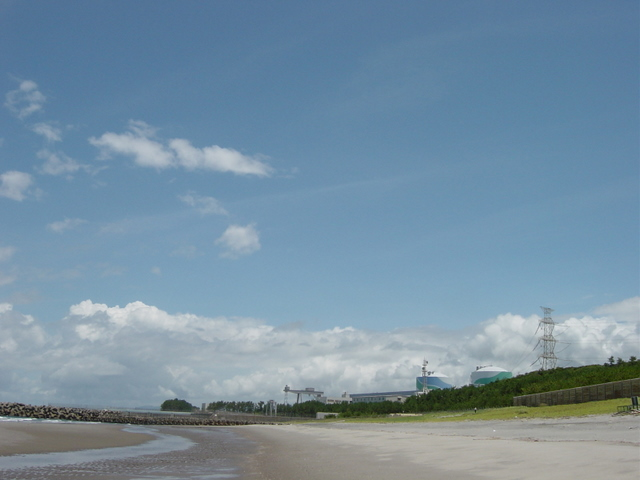
川内原子力発電所

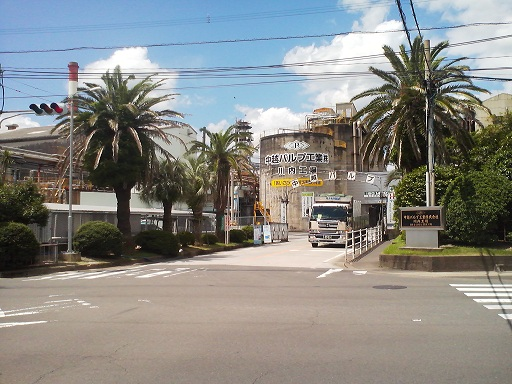
中越パルプ工業川内工場

- エイティー今藤（寝具専門店「ふとんの今藤」を経営する企業）
- 丸武産業
- 岡野エレクトロニクス（古河電気工業グループ）[21]。
- パーツ精工鹿児島工場[22]
- 藤川山林 鹿児島事業所

### 主要小売店

#### デパート・スーパー
- 川内山形屋（山形屋グループ）
- タイヨー永利店
- 大和
  - プラッセだいわ川内店
  - プラッセ食品館向田店
  - プラッセ大小路食品館
  - だいわ中郷店
  - だいわ宮内店
- エーコープ
  - 川内店（旧ライズ店）
  - 東郷店
  - 市比野店
  - 大村店
  - こしき店

#### ホームセンター、ディスカウントストア
- ダイレックス
  - 川内店
  - 隈之城店
  - 永利店
- ナフコ川内店
- ニシムタ上川内店
- ニトリ薩摩川内店
- タカミ
- コメリパワー薩摩川内店
- コメリハードアンドグリーン
  - 市比野店
  - 東郷斧渕店

#### 専門店
家電量販店
- ヤマダデンキ：テックランド薩摩川内店
- カコイエレクトロ：エディオン鹿児島川内店（旧ベスト電器川内本店）
- 九州ケーズデンキ：ケーズデンキ薩摩川内店

洋服など
- 洋服の青山鹿児島川内店
- ドン・キホーテ薩摩川内店
- AOKI薩摩川内店
- ライトオンパワーランド川内店
- ユニクロ薩摩川内店
- メガネの三城鹿児島川内店
- 眼鏡市場薩摩上川内店

レンタルビデオ・書籍・CD
- だいわ:TSUTAYA川内中央店
- 明屋書店川内店
- ゲオ薩摩川内店

### その他
- パチンコ店が20店舗以上ある。
- ミニボートピア薩摩川内 - 競艇場外発売場
- サテライト薩摩川内 - 競輪場外車券売場

### 郵便
郵便局
郵便番号は895-****（北部・甑島を除く全域）、896-1***（甑島）または899-18**,19**（北部）
- 川内郵便局（集配局）
- 高江郵便局（集配局）
- 高城郵便局（集配局）

- 東郷郵便局（集配局）
- 樋脇郵便局（集配局）
- 入来郵便局（集配局）

- 祁答院郵便局（集配局）
- 中甑郵便局（集配局）
- 鹿島郵便局（集配局）

- 長浜郵便局（集配局）
- 手打郵便局（集配局）
- 水引郵便局（集配局）

- 吉野山郵便局
- 永利郵便局
- 川内向田郵便局
- 隈之城郵便局
- 上川内郵便局
- 川内五代郵便局

- 川内中郷郵便局
- 川内大小路郵便局
- 陽成郵便局
- 城上郵便局
- 東郷鳥丸郵便局

- 東郷山田郵便局
- 南瀬郵便局
- 市比野温泉郵便局
- 入来麓郵便局
- 藺牟田郵便局

- 里郵便局
- 瀬上郵便局
- 平良郵便局
- 青瀬郵便局
- 西方郵便局

簡易郵便局
- 川内喜入簡易郵便局
- 平佐簡易郵便局
- 久見崎簡易郵便局
- 寄田簡易郵便局

- 倉野簡易郵便局
- 野下簡易郵便局
- 藤本簡易郵便局
- 山之口簡易郵便局

- 砂石簡易郵便局
- 上手簡易郵便局
- 薩摩黒木簡易郵便局

- 江石簡易郵便局
- 西山簡易郵便局
- 川内宮司簡易郵便局

### マスメディア
- 南日本新聞薩摩川内支社
- 朝日新聞薩摩川内支局
- 毎日新聞薩摩川内通信部
- 読売新聞薩摩川内通信部
- NHK鹿児島放送局薩摩川内支局
- 南日本放送薩摩川内支社
- 鹿児島テレビ放送薩摩川内支局
- FMさつませんだい（コミュニティ放送）

## 名所・旧跡・観光スポット・祭事・催事

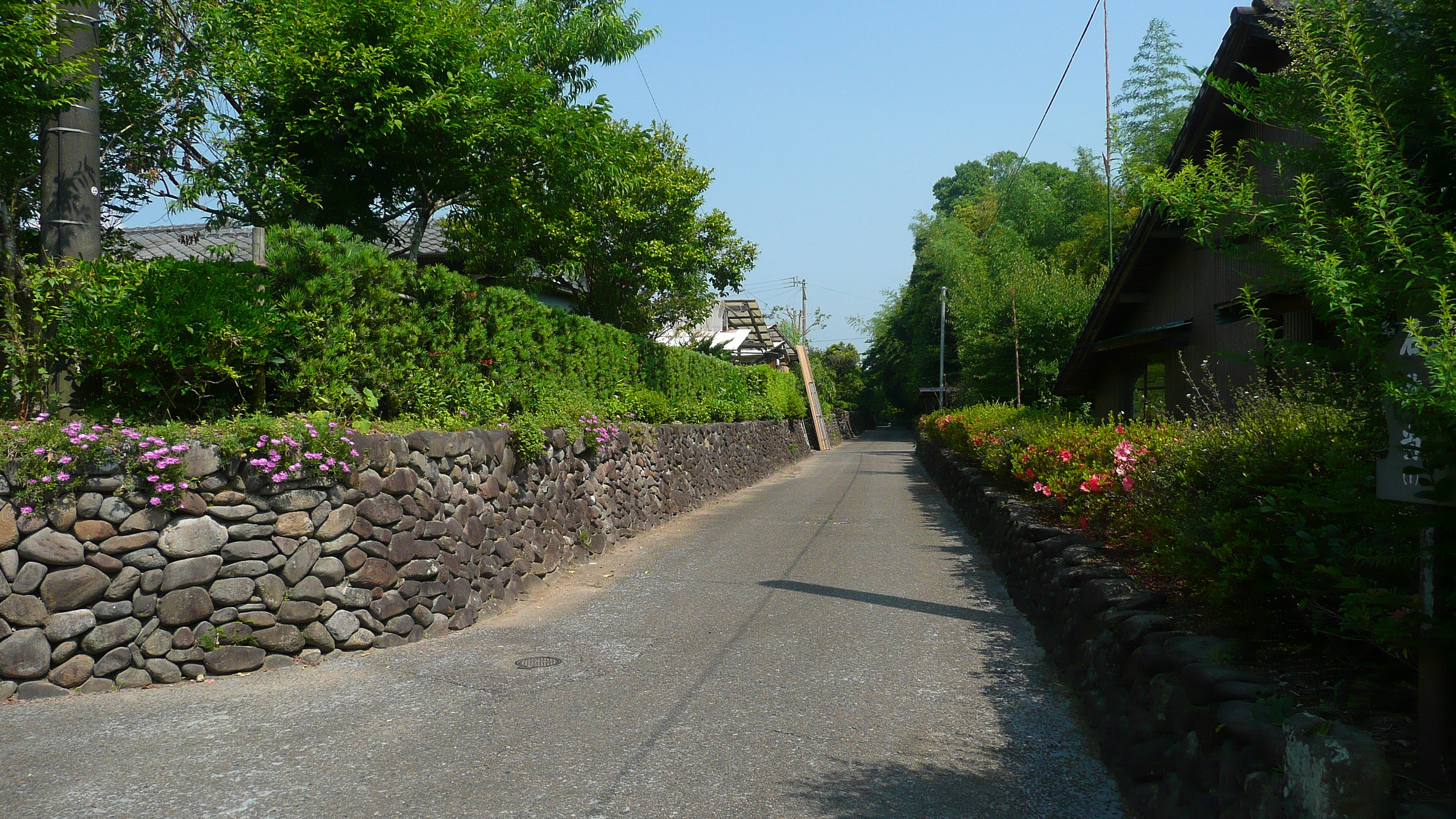
入来麓

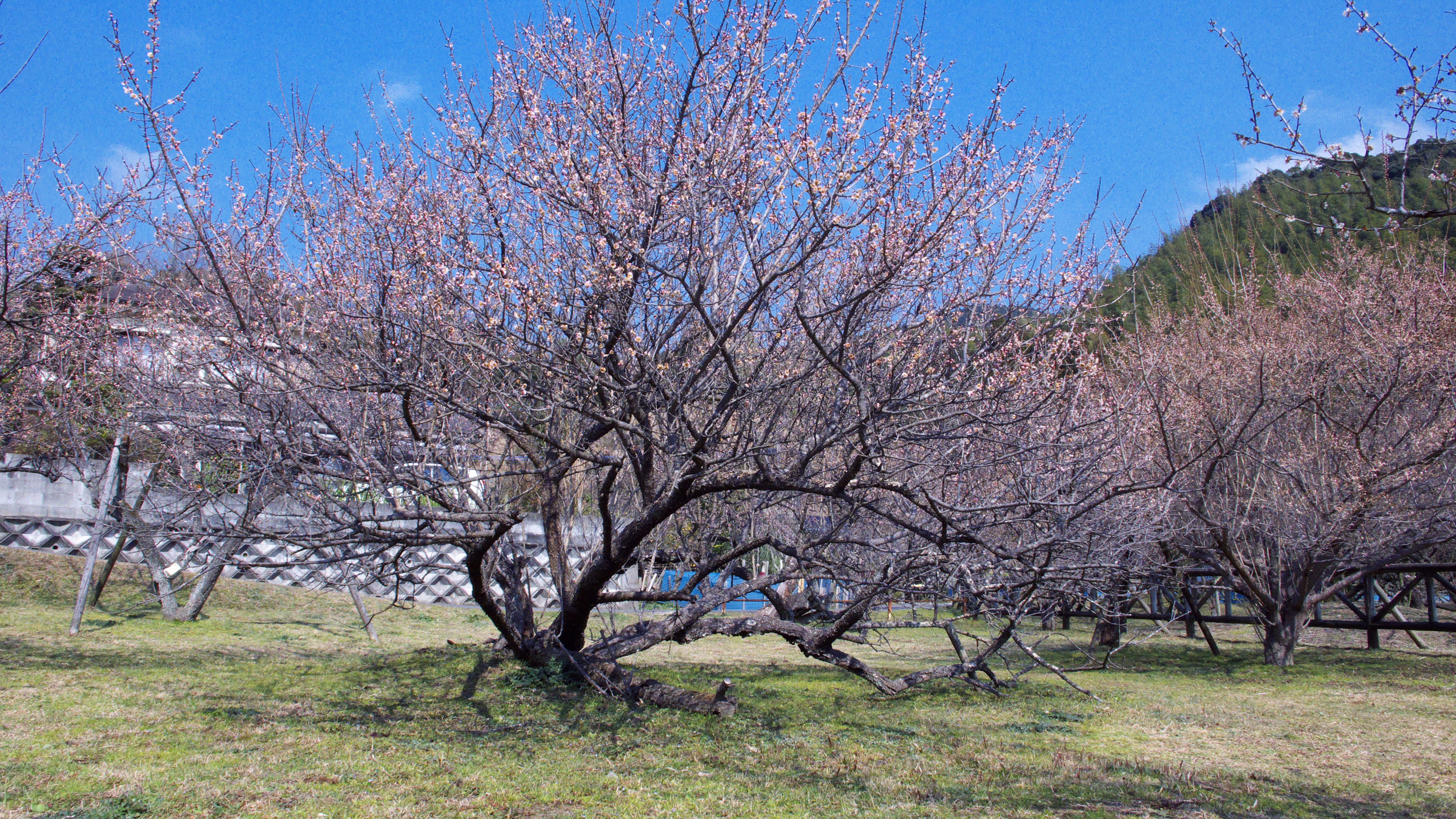
藤川天神境内にある臥龍梅（国の天然記念物）

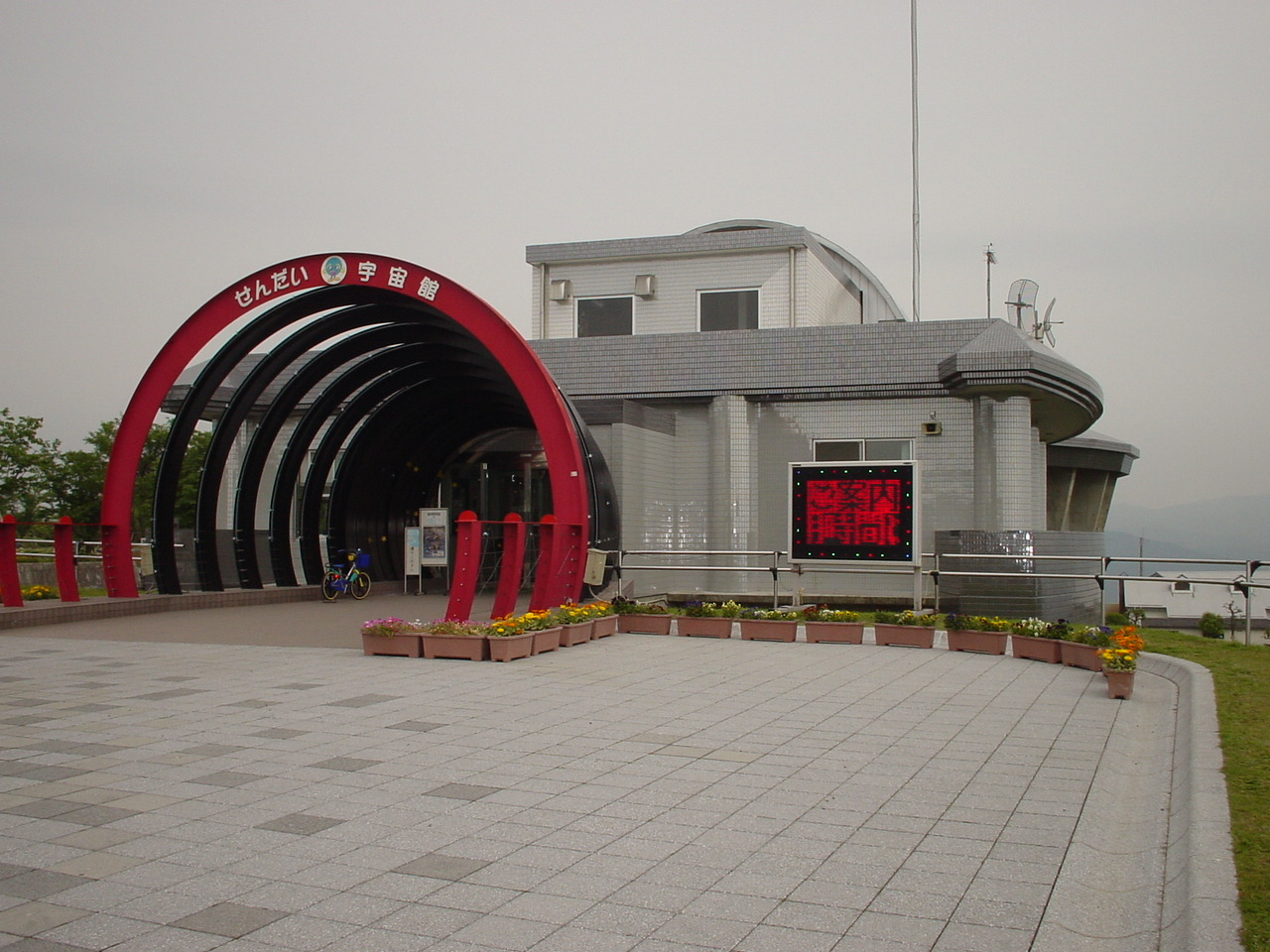
薩摩川内市せんだい宇宙館

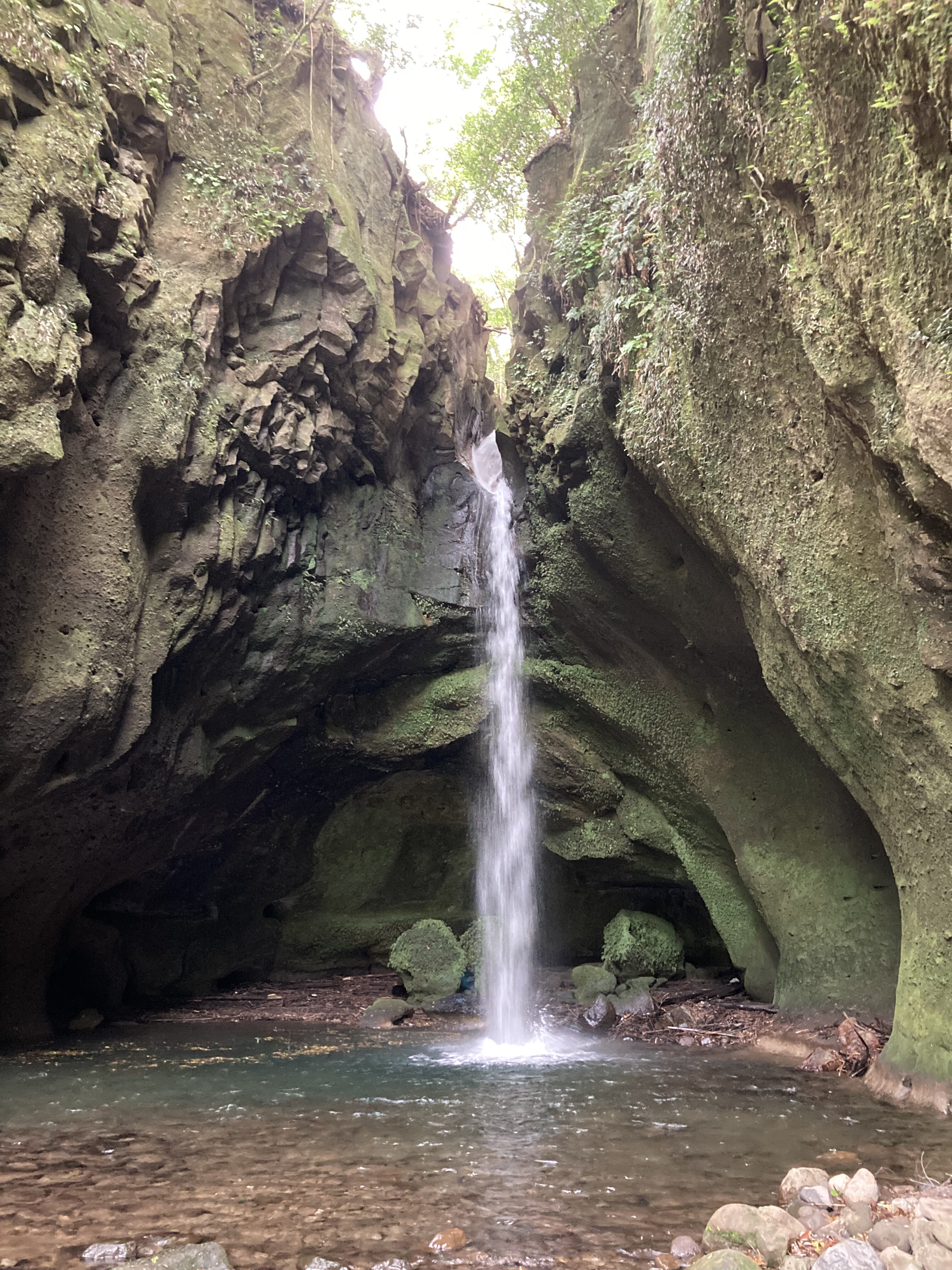
長野滝

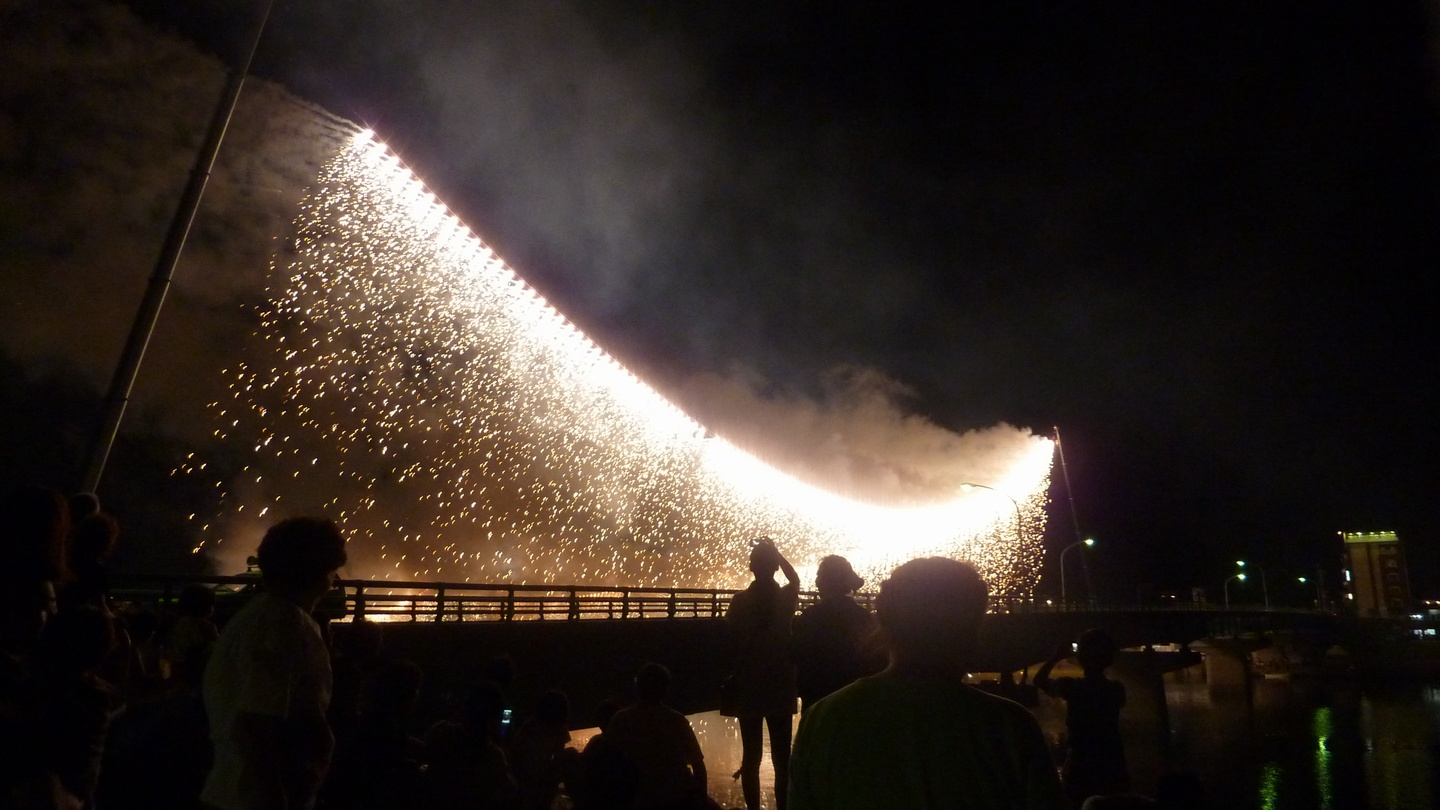
川内川花火大会

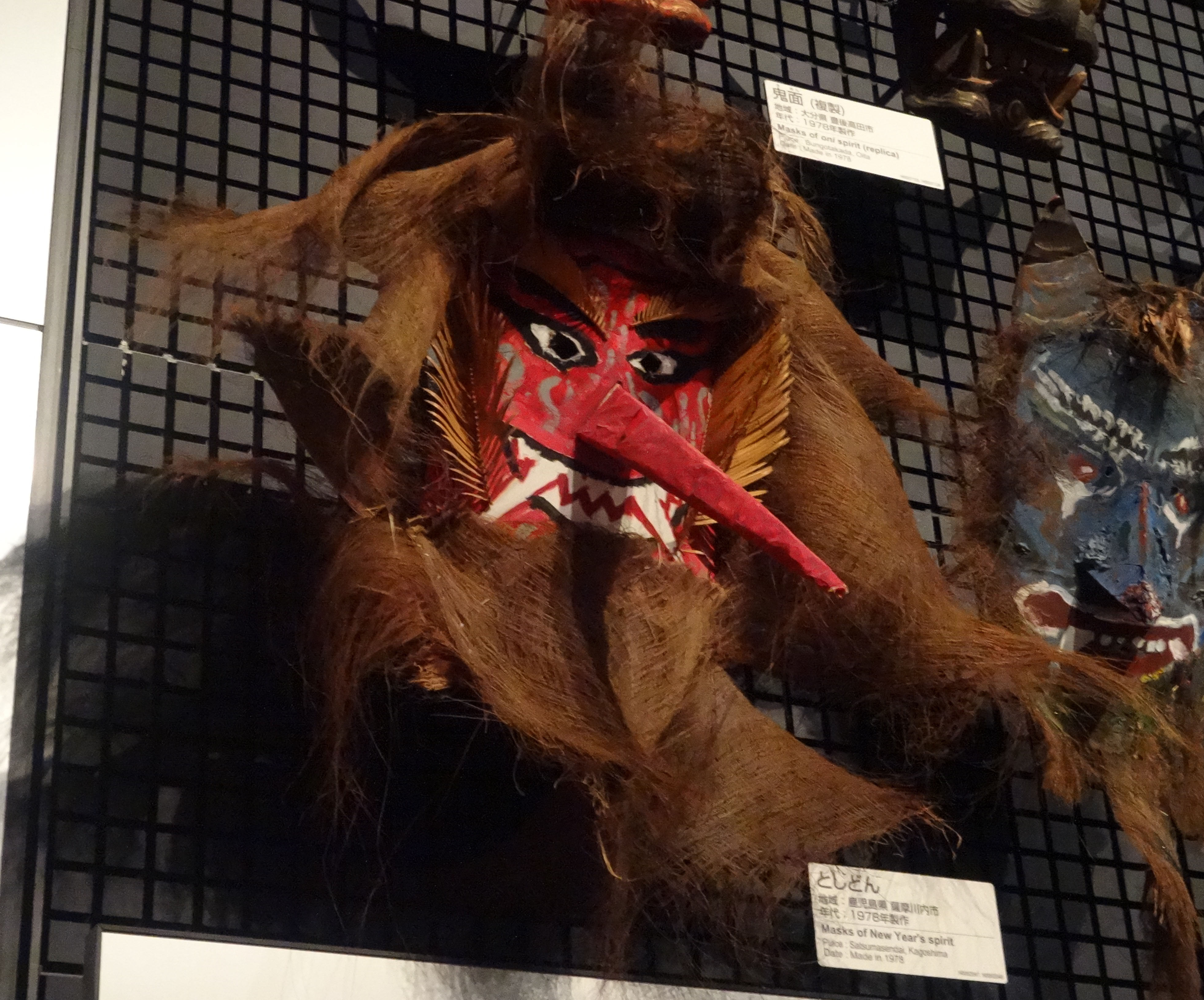
トシドンの仮面（国立民族学博物館所収）

### 観光地
- 甑島
  - 甑島国定公園
- 藺牟田池（ラムサール条約登録湿地）
- 川内高城温泉
- 川内温泉（市街地）
- 市比野温泉
- 入来温泉
- 藺牟田温泉
- 入来麓（武家屋敷など、重要伝統的建造物群保存地区）
- 菅原神社（別名「藤川天神」）
  - 藤川天神の臥龍梅 - 国指定天然記念物[23]
- 新田神社
- 可愛山陵
- 寺山いこいの広場
- せんだい宇宙館
- 柳山アグリランド
- 唐浜海水浴場
- 西方海水浴場
- 甲冑工房丸武（旧・川内戦国村）
- 生態系保存資料館アクアイム
- いこいの森 丸山公園
- 藤本の滝
- 樋脇サンヘルスパーク
- 長野滝
- 藺牟田池県立自然公園
- 矢立農村公園「せせらぎの里」

### 行事
- 川内大綱引
- 川内川花火大会
- 薩摩川内はんやまつり
- 川内川河口マラソン大会
- 新田神社武射祭
- 新田神社御田植祭
- いむた池納涼花火大会
- いむた池外輪山登山大会
- いむた池梅マラソン大会
- 市比野温泉よさこい祭り
- とうごう天神梅マラソン大会
- とうごう夏祭り納涼大会
- 藤川天神祭
- 入来納涼花火大会
- 甑大明神マラソン大会
- かみこしき夏まつり
- 八重山高原星物語

### 民俗
- 甑島のトシドン（国指定重要無形民俗文化財、国連教育科学文化機関無形文化遺産）
- 東郷文弥節人形浄瑠璃（国指定重要無形民俗文化財）

### スポーツ
- ヴィクトリーナ姫路（市と連携しているV.LEAGUEチーム。合宿、ホームゲーム開催など[24][25]。）

## 著名な出身者
（※太字は故人）
- 上野十蔵（中外製薬創業者） 旧：隈之城郷出身
- 山本実彦（改造社創業者）
- 岩谷松平（天狗煙草創業者） 旧：隈之城郷出身
- 古川洽次（三菱商事顧問、ゆうちょ銀行初代社長、元日本郵便会長、元ゆうちょ銀行会長）
- 是枝伸彦（ミロク情報サービス創業者・会長、元テレコムサービス協会会長）旧：下甑村出身
- 中馬兼四（大日本帝国海軍軍人） 旧：上東郷村（後の東郷町）出身
- 松下忠洋（政治家）
- 太刀風義経（大相撲力士） 旧：樋脇村（後の樋脇町）出身
- 上山和人（政治家） 旧：川内市出身
- 逆鉾與治郎（大相撲力士） 旧：川内市出身
- 松若勲（騎手） 旧：川内市出身
- シゲ福山（元プロボクサー） 旧：川内市出身
- 川畑和人（元プロ野球選手） 旧：川内市出身
- 花増幸二（元プロ野球選手） 旧：川内市出身
- 小西真奈美（女優） 旧：川内市出身
- 山田孝之（俳優） 旧：川内市出身
- 木佐貫洋（元プロ野球選手） 旧：川内市出身
- 前園真聖（元プロサッカー選手） 旧：東郷町出身
- 牛鼻健（サッカー選手） 旧：樋脇町出身
- 原信生（元プロサッカー選手） 旧：川内市出身
- 徳重隆明（プロサッカー選手） 旧：東郷町出身
- 濵野勇気（元プロサッカー選手）
- 田ノ上信也（プロサッカー選手）
- 大迫希 (プロサッカー選手) 旧：川内市出身
- 海原しおり（漫才師）
- 井手迫弘美（福岡ローカルタレント）
- にわのまこと（漫画家） 旧：川内市出身
- 児玉泰介（マラソンランナー・女子マラソン部監督） 旧：東郷町出身
- 久保里美（元くまもと県民テレビアナウンサー） 旧：祁答院町出身
- 濱田玲子（モデル）
- 矢松亜由美（ファッションモデル・女優）
- 金子彩（タレント・女優）
- 稼木美優（歌手）　旧：祁答院町出身
- 木下航志（ミュージシャン）
- 眞藤雅興（漫画家）
- 德丸英器（ミュージシャン・タレント）

## ゆかりの人物
- 宮尾すすむ（タレント） - 阿久根市出身。青年期に旧川内市で洋服店を経営していたが倒産。その後、上京して、宮尾たか志に弟子入りして芸能界デビューした。
- 野呂圭介（タレント・陶芸家） - 鹿児島市出身。2012年11月から薩摩川内市に在住。

## 薩摩川内市を舞台とした作品
- 『釣りバカ日誌9』（1997年） - 新田神社や甑島が舞台。旧川内市と宮城県仙台市を勘違いする話題がある（川内市は「かわうちし」と読むと誤解している）。
- 『Dr.コトー診療所』 - 山田貴敏の漫画作品で舞台のモデルは、合併前の下甑村手打（現・薩摩川内市下甑町手打）にある村立手打診療所とされている。同作品のテレビドラマ版は、沖縄県の与那国島が舞台ではあるものの、取材協力は行っていた。
- 『微笑みを抱きしめて』（1996年） - 当時の川内市が製作費の半分を出し、同市の市民団体の協力によって作られた。
- 『大綱引の恋』（2020年鹿児島県先行） - 全国公開は2021年。西田聖志郎企画・原案、佐々部清監督の映画。全編に渡って市内が舞台であり（鹿児島空港周辺や鹿児島市立病院が数少ない市外で撮影されたシーン）、市街地周辺が主な舞台。
- 『鉄オタ道子、2万キロ』（2022年） - 第10話「鹿児島県・薩摩高城駅/後輩と二人旅」